# Suthammaracha
Si Suthammaracha (en thaï : สมเด็จพระศรีสุธรรมราชา) est un souverain de la dynastie Prasat Thong du royaume d'Ayutthaya qui régna d'août à octobre 1656.